# سرزمین بی‌نان
سرزمین بی‌نان یا سرزمین بدون نان (عنوان اصلی: Las Hurdes: Tierra Sin Pan) فیلم مستند ۲۷ دقیقه‌ای محصول سال ۱۹۳۳ است که توسط لوئیس بونوئل، کارگردان اسپانیایی، کارگردانی شده است. تهیه‌کنندگان فیلم بونوئل و Ramon Acin بوده‌اند. فیلم‌نامه آن توسط بونوئل، Rafael Sanchez Ventura و Pierre Unik نوشته شده است و فیلم توسط Eli Lotar فیلم‌برداری شده است. فیلم در فهرست ۱۰۰۱ فیلم که باید پیش از مرگ ببینید گنجانده شده است. فیلم برای چندین سال در اسپانیا ممنوعه اعلام شده بود.